# هيمنة ثقافية
في الفلسفة الماركسية، الهيمنة الثقافية هي سيطرة الطبقة الحاكمة على مجتمع متنوع ثقافيا مناورة  ثقافة ذلك المجتمع— المعتقدات، تفسيرات، تصورات، القيم والأعراف—بحيث تفرض وجهة نظر هذه الطبقة تصبح المعيار الاجتماعي المقبول؛ أي الأيديولوجية السائدة التي تعتبر صالحة لكل مكان وزمان، وتبرر الوضع الراهن الاجتماعي، السياسي والاقتصادي كأنه الوضع الطبيعي والحتمي، الأزلي ومفيد للجميع بدلا عن كونه بنية اجتماعية مصطنعة لا يستفيد منها سوى الطبقة الحاكمة.
في الفلسفة وفي علم الاجتماع لمصطلح الهيمنة الثقافية دلالات وإشارات ضمنية مشتقة من الكلمة اليونانية القديمة ἡγεμονία (هيجيمونيا) التي تعني القيادة والحكم. في السياسة إن الهيمنة هي الأسلوب الجيوسياسي للسيطرة غير الإمبريالية غير المباشرة تحكم فيه الدولة المهيمنة دولا تابعة، من خلال التهديد بالتدخل، وسائل سلطوية غير صريح بدلا من القوة العسكرية المباشرة، أي، الغزو، الاحتلال والضم.

## الخلفية

### التاريخية
في عام 1848، اقترح كارل ماركس  أن الركود الاقتصادي والتناقضات في الاقتصاد الرأسمالي من شأنها أن تستفز الطبقة العاملة حتى تقوم الثورة البروليتارية، عزل الرأسمالية، وإعادة هيكلة المؤسسات الاجتماعية (الاقتصادية والسياسية والاجتماعية) في نماذج اشتراكية عقلانية، وبالتالي تبدأ عملية الانتقال إلى مجتمع الشيوعية. ولذلك، فإن التغييرات الجدلية في أداء اقتصاد المجتمع يحدد البنية الفوقية الاجتماعية (الثقافة والسياسة).
وتحقيقا لتلك الغاية، اقترح أنطونيو غرامشي تمييزا استراتيجيا بين حرب المواقع وحرب المناورة. حرب المواقع هي صراع فكري وثقافي تخلق فيه الحركة الثورية المناهضة للرأسمالية  ثقافة بروليتارية يكون فيها نظام القيم معارضا لهيمنة البرجوازية الثقافية. الثقافة البروليتارية سوف تؤدي إلى زيادة الوعي الطبقي، تعليم نظرية الثورية والتحليل التاريخي، وبالتالي نشر التنظيم الثوري بين الطبقات الاجتماعية. بعد كسب حرب المواقع سيكون للقادة الاشتراكيين السلطة السياسية والدعم الشعبي اللازمين لبدء السياسية حرب المناورة في الثورة الاشتراكية.
كان أول تطبيق نظري  للهيمنة الثقافية عبارة عن تحليل ماركسي "للطبقة الاقتصادية" (القاعدة والبنية الفوقية) التي طوره أنطونيو غرامشي كي يفهم "الطبقة الاجتماعية؛ أي أن الهيمنة الثقافية تعني أن المعايير الثقافية السائدة في المجتمع، والتي تفرضها الطبقة الحاكمة (البرجوازية المهيمنة ثقافيا)، يجب أن لا تعتبر طبيعية أو حتمية، ولكن يجب أن تكون معرفة كونها بنى اجتماعية (المؤسسات، الممارسات، المعتقدات، الخ) مصطنعة يجب دراستها لاكتشاف الجذور الفلسفية باعتبارها أدوات للهيمنة الطبقية. أن مثل هذا التطبيق العملي للمعرفة لا غنى عنه من أجل تحرير البروليتاريا الفكري والسياسي، حتى يتسنى للعمال وللفلاحين، سكان المدينة والريف،  إنشاء ثقافة الطبقة العاملة الخاصة بهم التي تتناول على وجه التحديد احتياجاتهم الاجتماعية والاقتصادية كطبقة اجتماعية.
في المجتمع، ليست الهيمنة الثقافية براكسيس فكري متجانس، ولا نظام موحد من القيم، ولكن مجموعة من البنيات الاجتماعية المتدرجة، يكون فيها لكل طبقة اقتصادية واجتماعية غاية اجتماعية ومنطقا طبقيا داخليا يسمح لأعضائها بالتصرف بطريقة خاصة ومختلفة عن سلوكيات أعضاء الطبقات الاجتماعية الأخرى، بينما تتعايش معها لكونها من مكونات المجتمع.
نظرا لغايتهم الاجتماعية المختلفة، سوف تكون الطبقات قادرة على الاندماج في مجتمع ذي رسالة اجتماعية أهم. عندما يدرك الرجل أو المرأة أو الطفل البنى الاجتماعية للهيمنة الثقافية البرجوازية، تؤدي الحس الفطري دورا بنيويا مزدوجا (خاصا وعلنا) حيث يطبق الفرد الحس السليم للتكيف مع الحياة اليومية، مفسرا (لنفسه أو لنفسها) أن الجزء الصغير من النظام الاجتماعي الطبقي الذي يختبره هي  الوضع الراهن للحياة في المجتمع؛ «حال الأمور الطبيعي». علنا، فإن انبثاق القيود الحسية على الحس السليم الشخصي يمنع الفرد من تصور الطبيعة العامة للاستغلال الاجتماعي-الاقتصادي الممنهج الذي تتيح الهيمنة الثقافية وجوده. بسبب التفاوت في إدراك الوضع الراهن فإن الهرمية الاجتماعية-الاقتصادية للثقافة البرجوازية—يشغل معظم الرجال والنساء أنفسهم بهمومهم الشخصية المباشرة بدلا من الهموم العامة النائية، فلا يفكرون أويشككون بجذور اضطهادهم الاجتماعي والاقتصادي،  لا حول والسؤال المصادر الأساسية الاجتماعية والاقتصادية القمع، وعدم رضاهم الاجتماعي، الشخصي والسياسية.
إن آثار الهيمنة الثقافية هي محسوسة على المستوى الشخصي؛ على الرغم من أن كل شخص في المجتمع يعيش حياة ذات معنى في نطاق طبقته وطبقتها الاجتماعية، بالنسبة له، فإن الطبقات الاجتماعية المنفصلة قد تبدو لهم غير ذي صلة مع حياتهم الفردية الخاصة. ولكن عندما ينظر إلى المجتمع ككل، فإن حياة كل شخص تساهم في الهيمنة الاجتماعية العامة. على الرغم من وجود التنوع الاجتماعي، التنوع الاقتصادي والحرية السياسية ظاهريا—لأن معظم الناس ترى ظروف حياة مختلفة— إلا أنهم عاجزين على إدراك نمط الهيمنة العام الذي ينشأ حين تتجمع الحياة التي يشهدونها في إطار المجتمع. إن الهيمنة الثقافية تتجلى ويحافظ عليها من خلال وجود ظروف مختلفة قليلا لا يدركها دوما الرجال والنساء الذين يعيشون داخل ثقافة ما.

## المثقفون والهيمنة الثقافية
من أجل إدراك ومكافحة الهيمنة الثقافية، فإن الطبقة العاملة والفلاحين تعتمد على المثقفين الذين ينتجهم المجتمع، يميز أنطونيو غرامشي بين مثقفي الطبقة البرجوازية ومثقفي الطبقة العاملة، بين مؤيدي ومعارضي الثقافة المعيارية المفروضة فرضا، وبالتالي الوضع الراهن الاجتماعي:

## أثر غرامشي
لقد أثرت الهيمنة الثقافية فلسفيا على الشيوعية الأوروبية، العلوم الاجتماعية، والنشاط السياسي لسياسيين ليبراليين اجتماعيا وتقدميين.  الخطاب التحليلي للهيمنة الثقافية مهم للبحث في علم الإنسان والعلوم السياسية وعلم الاجتماع والدراسات الثقافية؛ في التعليم، نشأ من نظرية الهيمنة الثقافية التعليم النقدي، الذي يمكن من خلاله تحديد الأسباب الجذرية للسخط السياسي والاجتماعي، بهدف حلها.
في عام 1967، قام زعيم الحركة الطلابية الألمانية رودي دوتشكه بإعادة صياغة فلسفة أنطونيو غرامشي حول الهيمنة الثقافية بالعبارة المسيرة الطويلة من خلال المؤسسات (الألمانية: Marsch durch die Institutionen) لتحديد الحرب المواقع السياسية، في إشارة إلى المسيرة الطويلة (1934-35) للحزب الشيوعي الصيني وجيش التحرير الشعبي الصيني، التي بواسطتها ستتمكن الطبقة العاملة من  أن تنتج مثقفيها العضويين وثقافتها الخاصة (الأيديولوجية السائدة) لتحل محل تلك التي فرضتها البرجوازية.

## نقد غرامشي

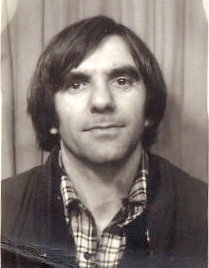
في 1960s، قال الزعيم الطلابيب رودي دوتشكي العضو في 68er-Bewegung، أن تغيير البرجوازية في ألمانيا الغربية يتطلب مسيرة طويلة من خلال مؤسسات المجتمع، من أجل تحديد ومكافحة الهيمنة الثقافية. هذا الاقتباس يعزى خطأ في أحيان كثيرة إلى أنطونيو غرامشي.

### أجهزة الدولة الأيديولوجية
منتقدا مفهوم الهيمنة الثقافية، يطرح الفيسلوف البنيوي لوي ألتوسير نظرية جهاز الدولة الأيديولوجي لوصف بنية من العلاقات المعقدة بين مختلف أجهزة الدولة، تنشر بواسطتها وتشاع الأيديولوجية بين أفراد المجتمع. يستخدم ألتوسير مفهوم الهيمنة الموجود في الهيمنة الثقافية، لكنه يرفض التاريخانية المطلقة التي يقترحها غرامشي.
بحسب النظرية فإن أجهزة الدولة الأيديولوجية هي مواقع للصراع الأيديولوجي بين الطبقات الاجتماعية في المجتمع. وعلى النقيض من أجهزة الدولة القمعية، مثل الجيش وقوات الشرطة، فإن أجهزة الدولة الأيديولوجية تعددية. ففي حين أن الطبقة الحاكمة تستطيع السيطرة بسهولة على أجهزة الدولة القمعية، فإن أجهزة الدولة الأيديولوجية هي مواقع للصراع الطبقي ولكنها أيضا من أهداف الصراع الطبقي. وعلاوة على ذلك فإن أجهزة الدولة الأيديولوجية ليست كيانات اجتماعية متجانسة، وهي موزعة في شتى أنحاء المجتمع، في مواقع عامة وخاصة يخاض فيها الصراع الطبقي باستمرار.

في  حول إعادة إنتاج الرأسمالية (1968)،  قال ألتوسير أن الأجهزة الدولة الأيديولوجية هي مناطق محددة في المجتمع تتكون من عناصر معقدة من أيديولوجيات أنماط الإنتاج السابقة، وبالتالي، هي مواقع النشاط السياسي المستمر في المجتمع، وهي:
- جهاز الدولة الأيديولوجي الديني (نظام مختلف الكنائس).
- جهاز الدولة الأيديولوجي التعليمي (نظام مختلف المدارس العامة والخاصة).
- جهاز الدولة الأيديولوجي الأسري.
- جهاز الدولة الأيديولوجي القانوني.
- جهاز الدولة الأيديولوجي السياسي (النظام السياسي، مثل الأحزاب السياسية).
- جهاز الدولة الأيديولوجي النقابي.
- جهاز الدولة الأيديولوجي الإعلامي (الصحافة، الإذاعة، التلفزيون، إلخ).
- جهاز الدولة الأيديولوجي الثقافي (الأدب، الفنون، الرياضة، إلخ).»

قال ألتوسير أن البنى البرلمانية في الدولة، التي تمثل «إرادة الشعب» بواسطة انتخاب المندوبين، هي جهاز دولة أيديولوجي. أن النظام السياسي نفسه، جهاز أيديولوجي، لأنه ينطوي على «خيال يقابل واقع 'معين'، أن الأجزاء المكونة للنظام [السياسي]، مبنية على أيديولوجية 'حرية' و 'مساواة' الأفراد الناخبين 'واختيار حر' لممثلي الشعب، من قبل أفراد 'يكونون' الشعب».

## راجع أيضا
- رأس المال الثقافي
- رأس المال الاجتماعي
- صراع ثقافي
- هيمنة ذكورية
- الهيمنة والاستراتيجية الاشتراكية (1985)، بقلم إرنستو لاكلو و شانتال موفيه
- الأيديولوجيا وأجهزة الدولة الأيديولوجية (1970)، بقلم لوي ألتوسير
- نظرية ماركس في الاغتراب
- الوعي السياسي
- تبادل ثقافي
- ما بعد الهيمنة
- القوة الناعمة
- دراسات التابع
- التحول البنيوي للفضاء العمومي (1962)، بقلم يورغن هابرماس